# Break Time Masti Time
Break Time Masti Time è una serie televisiva indiana adattata dall'italiana Quelli dell'intervallo. È in trasmissione su Disney Channel India da ottobre 2008.

## Personaggi
- Pari
- Addy
- Priyanka
- Delnaz
- Mahua
- Rohan
- Suraj
- Swami
- Dushant